# Steffen Hoos
Steffen Hoos (Tambach-Dietharz, 29 gennaio 1968) è un ex biatleta tedesco.
Prima della riunificazione della Germania (1990) gareggiò per la nazionale tedesca orientale.

## Biografia
In Coppa del Mondo ottenne il primo risultato di rilievo il 15 dicembre 1988 ad Albertville Les Saisies (44°) e il miglior piazzamento il 17 dicembre 1992 a Pokljuka (6°).
In carriera prese parte a un'edizione dei Giochi olimpici invernali, Albertville 1992 (18° nell'individuale), e a quattro dei Campionati mondiali, vincendo tre medaglie.

## Palmarès

### Mondiali
- 3 medaglie:
  - 1 oro (gara a squadre[2] a Borovec 1993)
  - bronzi (gara a squadre a Feistritz 1989; gara a squadre[2] a Canmore 1994)

### Coppa del Mondo
- 1 podio (individuale[1]), oltre a quelli ottenuti in sede iridata e validi anche ai fini della Coppa del Mondo:
  - 1 terzo posto